# Eva Schmid-Kayser
Pour les articles homonymes, voir Schmid et Kayser.
Eva Schmid-Kayser est une actrice allemande des années 1920 et 1930.

## Filmographie
Cinéma muet
- 1926 : Princess Trulala (en)
- 1927 : Night of Mystery (en)
- 1928 : Polizeibericht Überfall

Cinéma parlant
- 1930 : Das Lied ist aus (de)
- 1932 : Zwei himmelblaue Augen
- 1933 : Unsichtbare Gegner de Rudolph Cartier
- 1935 : An Ideal Husband (en)